# 英语副词
英语副词，在语法中是指英语中用来修饰实义动词、形容词、其他副词的一种词类。副詞在英語中存在多種語序，副词通常位于形容词、其他副词之前，实义动词之后；或位于情态动词、系动词、助动词之后，实义动词之前；再或者是單獨使用、文前單獨使用（雖位為文前但是排在連詞之后）。在语法中副词和形容词一样有等级变化。